# 영모전
영모전(永慕殿)은 대한민국 강원특별자치도 영월군 영월읍 영흥리에 있는, 조선 제6대 임금인 단종(재위 1452∼1455)의 영정(초상화)을 모신 곳이다. 1977년 11월 28일 강원특별자치도의 유형문화재 제56호로 지정되었다.

## 개요
조선 제6대 임금인 단종(재위 1452∼1455)의 영정(초상화)을 모신 곳이다.
단종이 세조에게 왕위를 빼앗기고 유배되자 이 지역 백성들이 모두 사모하여 오다가 사약을 받고 죽자 모두가 애도하며, 정성어린 마음으로 중종 12년(1517)에 사당을 짓고 항상 단종이 있는 것처럼 공경하였다고 한다.
앞면 3칸·옆면 2칸 규모이며, 지붕 옆면이 여덟 팔(八)자 모양인 팔작지붕집이다. 앞면 가운데 칸의 뒷부분에 초상을 모셔둔 방을 두고 그 양 측면과 뒷면은 벽을 설치하였으며, 앞면은 장지문을 달아 밝게 처리하였다. 그 외의 부분에는 마루를 놓았는데 앞면 3칸은 모두 문 없이 개방되어 있고, 뒷면과 옆면은 벽에 나무로 살을 대어 만든 살창을 설치하였다. 내부 중앙에 모셔져 있는 영정에는 충신 추익한이 백마를 탄 단종께 산포도를 드리는 그림이 그려져 있다.
매년 음력 10월 24일에 제사를 올리고 있다.

## 같이 보기
- 조선 단종

## 참고 문헌
- 영모전 - 국가유산청 국가유산포털